# Vetenskapsåret 1971

## Händelser

### Astronomiochrymdfart
- 31 januari - Apolloprogrammet: Apollo 14 sänds upp.
- 5 februari - USA:s rymdexpedition Apollo 14 landar på månen [1].
- 9 februari - Apollo 14 återvänder till jorden.
- 19 april - Sovjetunionen skjuter upp rymdstationen Saljut 1.
- 19 maj - Sovjet sänder upp Mars 2.
- 30 maj - Marinerprogrammet: Mariner 9 sänds upp på väg mot Mars.
- 30 juni - Besättningen på Sojuz 11 dödas när luftreserven läcker ut genom en felaktig ventil.
- 26 juli - Apolloprogrammet: Apollo 15 sänds upp.
- 30 juli - USA:s rymdexpedition Apollo 15 landar på månen [1].
- 31 juli - Astronauterna i Apollo 15 gör den första turen i månbil.
- 13 november - Marinerprogrammet: Mariner 9 går in i omloppsbana runt Mars.

### Medicin
- 2 januari - En lag i USA träder i kraft och förbjuder radio och TV att göra reklam för cigaretter.[2]

## Pristagare
- Bigsbymedaljen: Frederick John Vine [3]
- Copleymedaljen: Norman Wingate Pirie
- Davymedaljen: George Porter
- De Morgan-medaljen: Kurt Mahler
- Ingenjörsvetenskapsakademien utdelar Stora guldmedaljen till Gunnar Ljungström
- Nobelpriset:[4]
  - Fysik: Dennis Gabor
  - Kemi: Gerhard Herzberg
  - Fysiologi/Medicin: Earl W. Sutherland
- Steelepriset: James Carell, Jean Dieudonné, Phillip Griffiths
- Turingpriset - John McCarthy
- Wollastonmedaljen: Ralph Alger Bagnold [5]

## Födda
- 17 april – Anna Olofsson, svensk sociolog.
- 12 augusti – Tobias Hübinette, svensk-koreansk forskare.

## Avlidna
- 11 mars – Philo Farnsworth (född 1906), pionjär inom televisionen.

### Fotnoter
1. 1 2  Så funkar universum, James Muirden
2. ↑  
   "Cigarette Maker Phillip Morris Agrees to Remove Advertising
   Signs from Sports Stadiums Where They Were Shown on TV" (1995)   DOJ315.
3. ↑  ”Geological Society”. Arkiverad från originalet den 5 juni 2011. https://web.archive.org/web/20110605101836/http://www.geolsoc.org.uk/gsl/society/history/page753.html. Läst 13 april 2011.
4. ↑  ”Nobelpriset”. http://nobelprize.org/nobel_prizes/lists/all/index.html. Läst 10 april 2011.
5. ↑  ”Geological Society”. Arkiverad från originalet den 5 juni 2011. https://web.archive.org/web/20110605102217/http://www.geolsoc.org.uk/gsl/society/history/page750.html. Läst 14 april 2011.